# Snabbsex

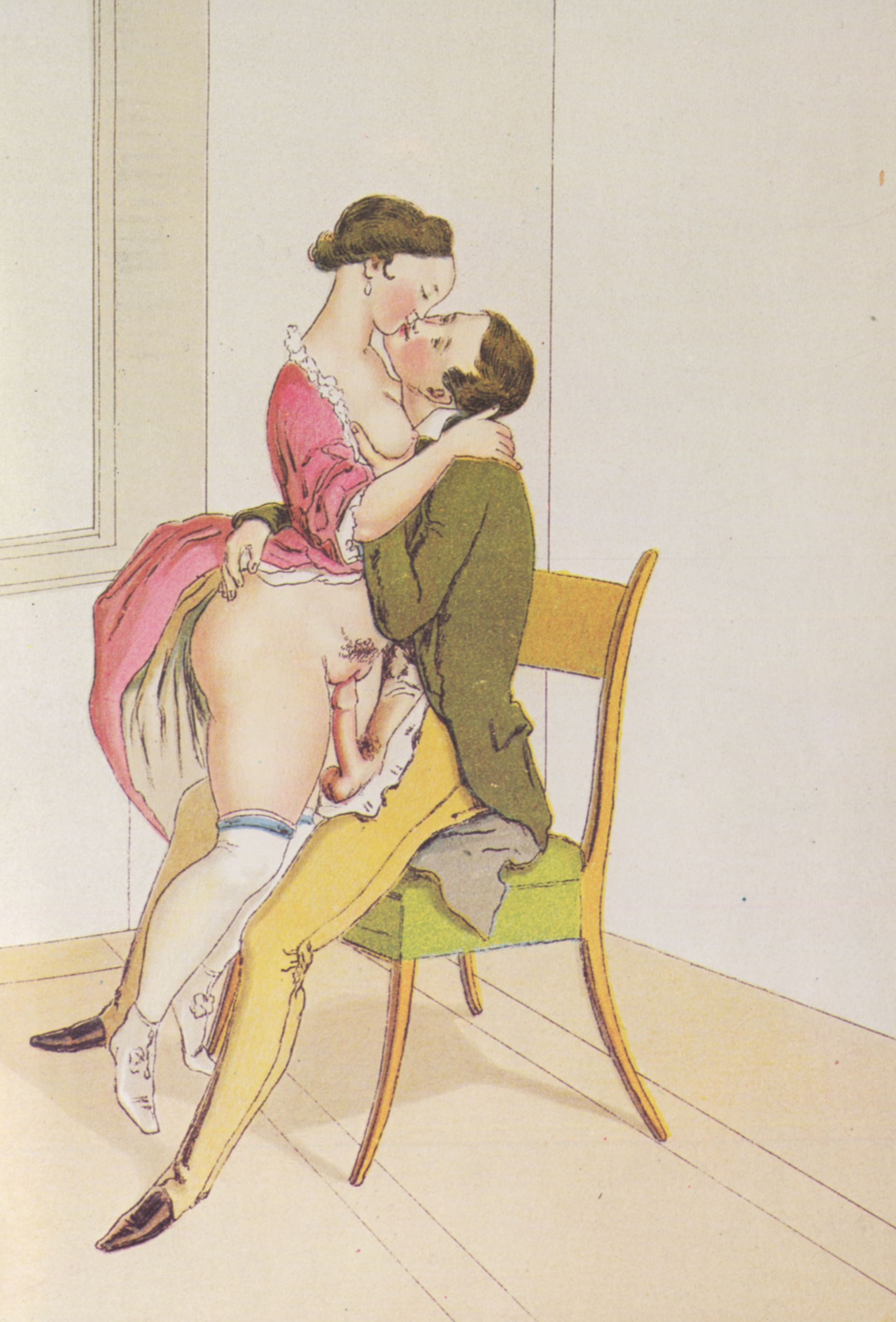
Ett par som har snabbsex med kläderna på.

Snabbsex eller en snabbis är en sexuell aktivitet som kan indikera att tiden för akten är begränsad. Snabbsex kan uppkomma från en spontan sexuell önskan eller vara planerad i förväg.

## Beskrivning
På grund av den begränsade tiden hoppas vanligen förspelet över och kvinnan har inte alltid tid att bli tillräckligt lubrikerad tills då penetration sker. I ett planerat skede kan de sexuella parterna delvis vara påklädda så att det reducerar tiden det annars tar att klä av sig. Exempelvis kan en kvinna bära en vid kjol eller lingerie, stringtrosor eller att inte ha några underkläder alls. Mannen kan å andra sidan undvara att bära bälte eller jacka.
Snabbsex kan vara lösningen på ojämställda sexuella begär i en relation, men om det är i formen av sex där endast mannen når sexuell tillfredsställelse kan relationen istället lida. Författaren och psykiatrikern Joel Bluck menar att snabbsex är en nödvändig del av relationen och föreslår praktiska tillvägagångssätt för hur båda personerna inblandade ska kunna njuta av aktiviteten.